# Владислав Лубенський
Владислав Александер Лубенський (пол. Władysław Aleksander Łubieński; 1 листопада 1703 — 21 червня 1767) — Львівський латинський архієписком-митрополит (1758—1759) та предстоятель Польщі (1759—1767). Він був союзником клану (сім'ї) князів Чрторийських та Російської імперії та противником релігійної толерантності. Обіймав посаду тимчасового короля — інтеррекса (interrex) — Польщі у 1763—1764 роках після смерті короля Польщі Августа ІІІ та до обрання Станіслава Августа Понятовського королем Польщі і правителем Республіки Обох Націй (Речі Посполитої).